# Bodtjärnen (Hammerdals socken, Jämtland, 706306-149125)
Bodtjärnen är en sjö i Strömsunds kommun i Jämtland och ingår i Ångermanälvens huvudavrinningsområde.